# Émile Rouéde
Émile Rouède o Emílio Rouède (Aviñón, 6 de enero de 1848-Santos, 4 de junio de 1908) fue un aventurero francés que se estableció en Río de Janeiro, como pintor, periodista, artista de teatro y escritor.

## Trayectoria
Rouède nació en la localidad francesa de Aviñón el 6 de enero de 1848. Cuando era un niño, se trasladó a España, donde sirvió en la Armada Española. Formó parte de una insurrección y en 1880 huyó a Río de Janeiro, donde fue secretario del diario Cidade do Rio.
En 1882 presentó su pintura Vista do Saco do Alferes en la Exposición de la Sociedad de Propagación de Bellas Artes y el Liceo de Artes y Oficios de Río de Janeiro. Formó parte del círculo bohemio de la ciudad y se hizo amigo y, a menudo, colaborador de los escritores Aluísio Azevedo, Artur de Azevedo, Olavo Bilac, Coelho Neto y João Luso entre otros intelectuales de Río de Janeiro.
Se unió a la causa abolicionista en 1888 del lado de José do Patrocínio y pintó cuadros para recaudar fondos para el movimiento. Ese mismo año, escribió con Coelho Neto Indenização o República, sobre el mismo tema. En 1891, publicó un cómic satirizando a miembros del nuevo gobierno republicano. En 1893 rompió con el presidente de la República, el mariscal Floriano Peixoto con motivo de la llamada Revolta da Armada y huyó a Minas Gerais con Olavo Bilac.
En Ouro Preto ejerció como profesor de pintura. Fue profesor de la pintora brasileña Zilda Pereira. En 1894, pintó el pueblo Curral del Rey, ahora llamado Belo Horizonte. En 1896, fotografió la ciudad brasileña de Diamantina. Se mudó a São Paulo en 1897, ciudad en la que escribió para el suplemento literario del Correio Paulistano. Se trasladó a Santos al año siguiente, donde continuó pintando, convirtiéndose en 1905 en periodista y caricaturista del periódico A Cidade de Santos firmando sus columnas con distintos seudónimos.
Rouède murió en la Santa Casa de la Misericordia de Santos el 4 de junio de 1908.

## Galería

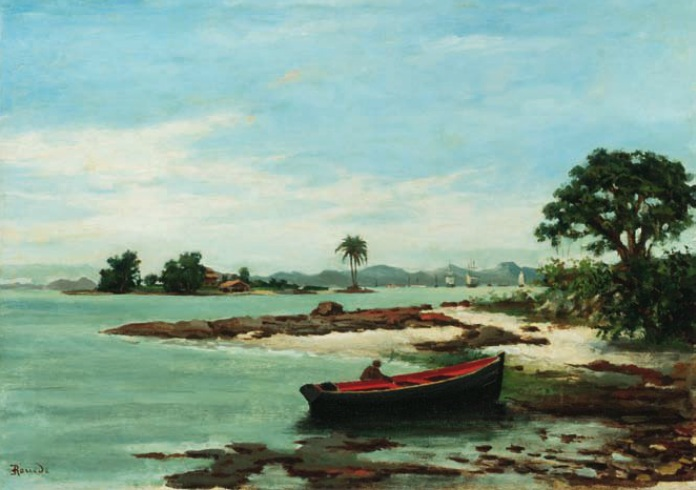
Vista de una playa en Paquetá (circa 1890)